# Polistena
Polistena ist eine süditalienische Gemeinde (comune) mit 9877 Einwohnern (Stand 31. Dezember 2023) in der Metropolitanstadt Reggio Calabria in Kalabrien. Die Gemeinde liegt etwa 50 Kilometer nordöstlich von Reggio Calabria und etwa 70 Kilometer südwestlich von Catanzaro.

## Geschichte
Schon der Name deutet auf einen griechischen Ursprung hin (Polyxene, Polysthene; ggf. als „befestigte Stadt“ – polis, tene). Der Ursprung selbst ist unbekannt. Dokumentiert ist die Existenz durch Urkunden seit dem 11. Jahrhundert nach Christus. Im Mittelalter blühte die Siedlung auf, allerdings zerstörten die Erdbeben von 1783 weite Teile der Region und auch Polistenas.

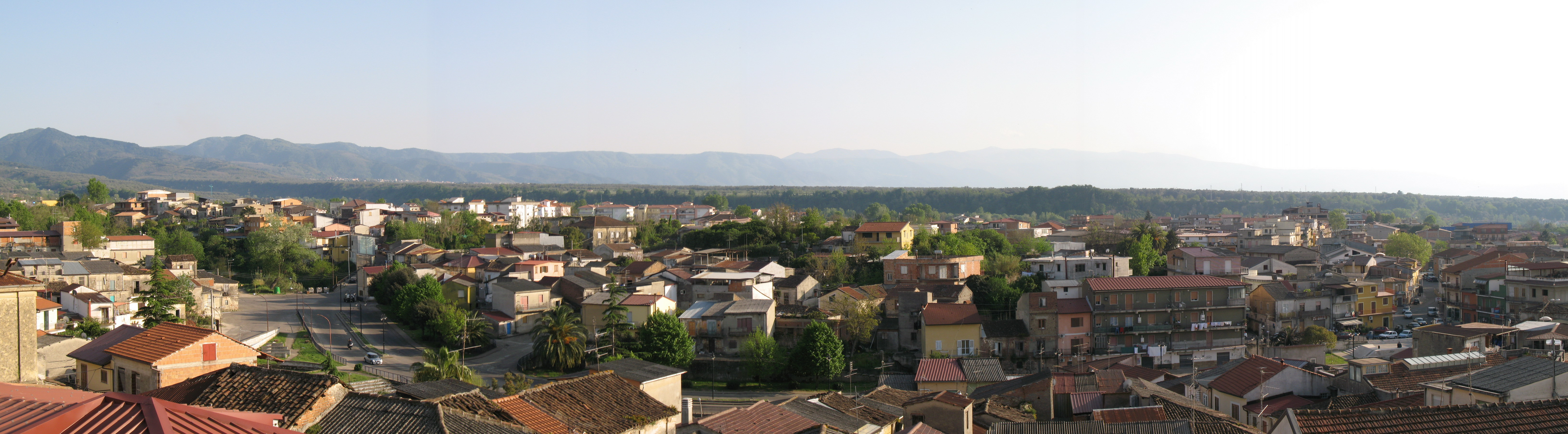
Panorama von Polistena

## Persönlichkeiten
- Carlo Sigismondo Capece (1652–1728), Librettist (in Polistena verstorben)
- Vincenzo Jerace (1862–1947), Bildhauer und Dekorateur
- Mimmo Calopresti (* 1955), Filmregisseur

## Verkehr
Polistena liegt an der Strada Statale 682 Jonio-Tirreno. Auch die Strada Statale 281 und die Strada Statale 536 führen durch den Ort. An der nicht elektrifizierten Eisenbahnstrecke von Gioia Tauro nach Cinquefrondi liegt der Bahnhof von Polistena. Es handelt sich dabei um eine Schmalspurbahn (950 mm Schienenabstand).

## Gemeindepartnerschaft
Polistena unterhält eine inneritalienische Partnerschaft mit der Gemeinde Anzola dell’Emilia in der Metropolitanstadt Bologna.